# Anni 1880

Muybridge, sequenza animata di un cavallo da corsa al galoppo, Animal Locomotion, 1887

Gli anni 1880 sono il decennio che comprende gli anni dal 1880 al 1889 inclusi.

## Eventi, invenzioni e scoperte
- Il 27 agosto 1883, catastrofica eruzione (con conseguente tsunami) del vulcano Krakatoa in Indonesia, che produce uno dei suoni più forti mai uditi sul pianeta (avvertito fino in Madagascar); migliaia le vittime.
- Nel 1883 Nietzsche pubblica "Also sprach Zarathustra" ("Così parlò Zarathustra")
- 1886: Viene inventata la Coca-Cola dal dott. John Stith Pemberton, che usava questa bevanda come medicinale per i suoi pazienti che venivano colpiti spesso da mal di testa ed emicrania forte.
- Nello stesso anno viene inventata la Benz Patent Motorwagen considerata la prima automobile.
- Nasce, con Uno studio in rosso, il personaggio di Sherlock Holmes ad opera di Arthur Conan Doyle.
- 1889: esposizione universale a Parigi, viene inaugurata la Torre Eiffel.
- Nasce il personaggio di Pinocchio ad opera di Carlo Collodi.
- Regno d'Italia, Impero austro-ungarico e Impero Germanico formano la Triplice alleanza; l'irredentista triestino Guglielmo Oberdan finisce sul patibolo.
- 1885: le truppe italiane impegnate in Africa Orientale occupano Massaua. È l'inizio di una politica colonialista italiana.

### Sport
- In Giappone nasce il judo, ad opera di Kanō Jigorō
- In Inghilterra comincia il primo campionato nazionale di calcio.
- Nel Regno Unito nasce il Torneo Interbritannico, prima competizione calcistica per squadre nazionali (1883).